# Dias da Cidade Velha de Tallinn

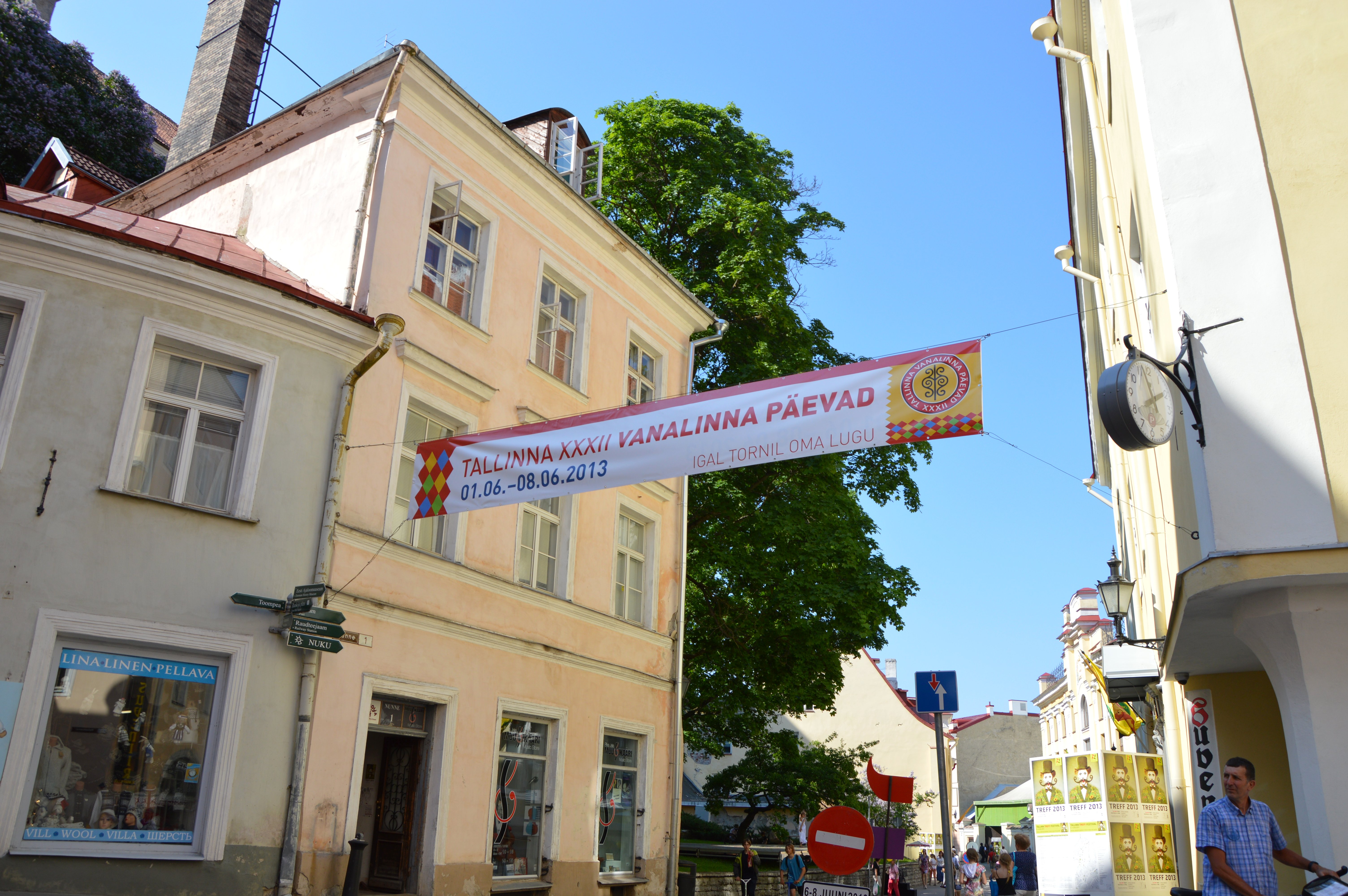
Publicidade dos Dias da Cidade Velha de Tallinn (junho de 2013)

Os Dias da Cidade Velha de Tallinn (em estoniano:  Tallinna vanalinna päevad) é um festival cultural e de entretenimento na cidade velha de Tallinn, Estónia. O objectivo do festival é apresentar a Cidade Velha de Tallinn ao público. O festival acontece todos os anos no início do verão e dura cerca de uma semana.
O primeiro festival aconteceu em 1982. O autor da ideia do festival é o velejador Sulev Roosma e ele, por sua vez, inspirou-se na Semana de Kiel.
Durante o festival, as ruas da Cidade Velha de Tallinn estão repletas de concertos, exposições, peças de teatro, feiras e outras actividades de entretenimento.